# Dylan Strome
Dylan William Strome, född 7 mars 1997, är en kanadensisk professionell ishockeyforward som spelar för Chicago Blackhawks i NHL.
Han har tidigare spelat på NHL-nivå för Arizona Coyotes och på lägre nivåer för Tucson Roadrunners i AHL och Erie Otters i OHL.

## Spelarkarriär

### NHL

#### Arizona Coyotes
Strome draftades i första rundan i 2015 års draft av Arizona Coyotes som tredje spelare totalt.

#### Chicago Blackhawks
Strome tradades tillsammans med Brendan Perlini till Chicago Blackhawks den 25 november 2018 i utbyte mot Nick Schmaltz.

## Privatliv
Dylan Strome är yngre bror till ishockeyspelaren Ryan Strome som spelar för Anaheim i NHL.

## Statistik
| 2012–2013  | Toronto Marlboros  | GTHL       | 60  | 65  | 78  | 143 | 8   |    | —  | —  | —  | —  |
| 2013–2014  | Erie Otters        | OHL        | 60  | 10  | 29  | 39  | 11  | 14 | 3  | 6  | 9  | 0  |
| 2014–2015  | Erie Otters        | OHL        | 68  | 45  | 84  | 129 | 32  | 20 | 10 | 12 | 22 | 12 |
| 2015–2016  | Erie Otters        | OHL        | 56  | 37  | 74  | 111 | 44  | 13 | 10 | 11 | 21 | 12 |
| 2016–2017  | Arizona Coyotes    | NHL        | 7   | 0   | 1   | 1   | 0   | —  | —  | —  | —  | —  |
|            | Erie Otters        | OHL        | 35  | 22  | 53  | 75  | 18  | 22 | 14 | 20 | 34 | 14 |
| 2017–2018  | Arizona Coyotes    | NHL        | 21  | 4   | 5   | 9   | 8   | —  | —  | —  | —  | —  |
|            | Tucson Roadrunners | AHL        | 50  | 22  | 31  | 53  | 28  | 9  | 3  | 5  | 8  | 2  |
| 2018–2019  | Arizona Coyotes    | NHL        | 20  | 3   | 3   | 6   | 6   | —  | —  | —  | —  | —  |
|            | Chicago Blackhawks | NHL        | 58  | 17  | 34  | 51  | 14  | —  | —  | —  | —  | —  |
| NHL totalt | NHL totalt         | NHL totalt | 106 | 24  | 43  | 67  | 24  | —  | —  | —  | —  | —  |
| OHL totalt | OHL totalt         | OHL totalt | 219 | 114 | 240 | 354 | 105 | 69 | 37 | 49 | 86 | 38 |